# Aldersgrænser på film i Danmark
Aldersgrænser på film i Danmark anvendes som beskyttelse af børn og unge og som en advarsel til forældre og andre personer, som beskæftiger sig denne aldersgruppe, om at en film kan indeholde voldscener, pornografi etc.
Det er Medierådet for Børn og Unge, der fastsætter aldersgrænserne på film i Danmark. Censorerne, som ser filmene, er uddannet inden for pædagogik eller psykologi og arbejder med børn til hverdag. Når de vurderer, om noget kan fremkalde angst, bruger de deres viden om hvordan og hvad børn opfatter på forskellige alderstrin.
Nutidens børn lærer mere og kender mere til film end børn for bare 10 år siden og denne viden bruger censorerne også. Filmene ses i fuld længde, og vurderes efter et helhedsindtryk.
Filmens virkemidler, så som lyd, lys og klipning, spiller en stor rolle for vurderingen. Især lyden skræmmer de mindste børn meget.
Hvis en film ikke er vurderet af Medierådet for Børn og Unge, bliver aldersgrænsen automatisk sat til ”Tilladt for børn over 15 år”

## Aldersgrænser på film i Danmark

### Tilladt for alle
I film for de yngste skal der tages højde for at høje lyde eller et hurtigt tempo i filmen kan skræmme. 
Oplever helten noget farligt, må spændingen ikke trække ud, og scenen skal slutte godt. 
Hvis barnet først er skræmt, vil det ikke få øje på, at alt måske ender som det skal.

### Tilladt for alle, men frarådes børn under 7 år
Film i denne kategori må kun indeholde få elementer, der kan skræmme børn såsom; en far eller mor, der dør, eller børn og dyr, der forlades eller lider.
Børn i denne aldersgruppe begynder at kunne skabe distance til film, så de bliver ikke så let skræmt af filmiske effekter som hurtig klipning og høje lyde.
Voldsomme film kan godt få 7 års grænsen. Det afhænger af den sammenhæng volden optræder i. Vold i tegnefilm indgår ofte i en humoristisk urealistisk sammenhæng, der har stor distance til virkeligheden, og derfor ikke er så skræmmende.

### Tilladt for børn over 11 år
Børn i alderen 11 til 14 år er generelt gode til at skelne fiktion fra virkelighed.
Filmens genre bruges som pejlemærke, og børn i denne aldersgruppe kan som regel sagtens skelne skræmmende film, der fremstilles i et fantasiunivers og film med karikerede, overdrevne eller urealistiske voldsscener, fra deres egen virkelighed.
Katastrofefilm, science-fiktion og en række actionkomedier får denne placering.

### Tilladt for børn over 15 år
Film, der indeholder meget eller udpenslet vold, film der fremstiller selvdestruktion, og film, der har et gennemgåede truende eller depressivt udtryk placeres her.
Selvom en film ikke indeholder udpenslet vold, kan den blive “15”; hvis volden f.eks indgår i en stærk tvetydig, mystisk og ubehagelig sammenhæng. Pornografiske film placeres også i denne kategori.